# معالجة اللدائن الدقيقة
تشير معالجة اللدائن الدقيقة إلى تقنيات المعالجة البيئية التي تركز على إزالة ومعالجة واحتواء البلاستيك الدقيق (جزيئات بلاستيكية صغيرة) من الوسائط البيئية مثل التربة أو الماء أو الرواسب. يمكن إزالة المواد البلاستيكية الدقيقة باستخدام تقنيات فيزيائية أو كيميائية أو بيولوجية.

## معالجة المواد البلاستيكية الدقيقة في الهواء
يُعد البلاستيك الدقيق نوعًا من الجسيمات المحمولة جوًا، وقد وجد أنه يسود في الهواء.

## معالجة المواد البلاستيكية الدقيقة في الماء
يمكن إزالة المواد البلاستيكية الدقيقة من الماء عن طريق الترشيح أو الامتصاص. تشمل أجهزة الامتصاص الإسفنج المصنوع من القطن وعظام الحبار. تم استخدام ترشيح الفحم الحيوي في محطات معالجة مياه الصرف الصحي.
استخدمت الجهود المبذولة لإزالة المواد البلاستيكية الدقيقة من رقعة القمامة الكبرى في المحيط الهادئ الشباك وأكياس التجميع.

## معالجة المواد البلاستيكية الدقيقة في التربة
توجد المواد البلاستيكية الدقيقة بشكل شائع في التربة. يتم تطوير تقنيات لتحقيق تخفيضات في المواد البلاستيكية الدقيقة في التربة عن طريق التحلل الضوئي أو الاستخلاص الكيميائي أو المعالجة الحيوية.